# Одбојкашка репрезентација Португалије
Одбојкашка репрезентација Португалије у организацији Одбојкашког савеза Португалије представља Португалију у одбојци у на свим значајнијим светским и континенталним такмичењима.

## Успеси репрезентације

### Наступи наОлимпијским играма
Нису учествовали до сада

### Наступи наСветским првенствима
| Година                | Турнир            | Пласман           | ИГ                | П                 | ИЗ                | ДС                | ИС                | СК                |
| --------------------- | ----------------- | ----------------- | ----------------- | ----------------- | ----------------- | ----------------- | ----------------- | ----------------- |
| Чехословачка 1949.    | Нису се пласирали | Нису се пласирали | Нису се пласирали | Нису се пласирали | Нису се пласирали | Нису се пласирали | Нису се пласирали | Нису се пласирали |
| Совјетски Савез 1952. | Нису се пласирали | Нису се пласирали | Нису се пласирали | Нису се пласирали | Нису се пласирали | Нису се пласирали | Нису се пласирали | Нису се пласирали |
| Француска 1956.       | Групна фаза       | 15. место         | 11                | 6                 | 5                 | 19                | 18                | +1                |
| 1960 - 1998.          | Нису се пласирали | Нису се пласирали | Нису се пласирали | Нису се пласирали | Нису се пласирали | Нису се пласирали | Нису се пласирали | Нису се пласирали |
| Аргентина 2002.       | Четвртфинале      | 8. место          | 9                 | 4                 | 5                 | 15                | 20                | -5                |
| 2006 - данас          | Нису се пласирали | Нису се пласирали | Нису се пласирали | Нису се пласирали | Нису се пласирали | Нису се пласирали | Нису се пласирали | Нису се пласирали |
| Укупно                | 2 учешћа          | 8. место          | 20                | 10                | 10                | 34                | 38                | -4                |

### Наступи наЕвропским првенствима
| Година                                          | Турнир            | Пласман           | ИГ                | П                 | ИЗ                | ДС                | ИС                | СК                |
| ----------------------------------------------- | ----------------- | ----------------- | ----------------- | ----------------- | ----------------- | ----------------- | ----------------- | ----------------- |
| Рим 1948.                                       | Бергеров систем   | 4. место          | 5                 | 2                 | 3                 | 7                 | 9                 | -2                |
| Софија 1950.                                    | Нису учествовали  | Нису учествовали  | Нису учествовали  | Нису учествовали  | Нису учествовали  | Нису учествовали  | Нису учествовали  | Нису учествовали  |
| Париз 1951.                                     | Групна фаза       | 7. место          | 6                 | 4                 | 2                 | 12                | 9                 | +3                |
| 1955 - 1975.                                    | Нису учествовали  | Нису учествовали  | Нису учествовали  | Нису учествовали  | Нису учествовали  | Нису учествовали  | Нису учествовали  | Нису учествовали  |
| 1977 - 2003.                                    | Нису се пласирали | Нису се пласирали | Нису се пласирали | Нису се пласирали | Нису се пласирали | Нису се пласирали | Нису се пласирали | Нису се пласирали |
| / Рим/Београд 2005.                             | Групна фаза       | 10. место         | 5                 | 1                 | 4                 | 6                 | 14                | -8                |
| Москва/Санкт Петербург 2007.                    | Нису се пласирали | Нису се пласирали | Нису се пласирали | Нису се пласирали | Нису се пласирали | Нису се пласирали | Нису се пласирали | Нису се пласирали |
| Истанбул/Измир 2009.                            | Нису се пласирали | Нису се пласирали | Нису се пласирали | Нису се пласирали | Нису се пласирали | Нису се пласирали | Нису се пласирали | Нису се пласирали |
| / Беч/Праг 2011.                                | Групна фаза       | 14. место         | 3                 | 0                 | 3                 | 3                 | 9                 | -6                |
| 2013 - 2017.                                    | Нису се пласирали | Нису се пласирали | Нису се пласирали | Нису се пласирали | Нису се пласирали | Нису се пласирали | Нису се пласирали | Нису се пласирали |
| / Белгија/Словенија/Француска/Холандија 2019.   | Групна фаза       | 20. место         | 5                 | 1                 | 4                 | 5                 | 13                | -8                |
| / Естонија/Пољска/Финска/Чешка 2021.            | Осмина финала     | 15. место         | 6                 | 2                 | 4                 | 8                 | 13                | -5                |
| / Италија/Бугарска/Сев. Македонија/Израел 2023. | Осмина финала     | 10. место         | 6                 | 3                 | 3                 | 12                | 11                | 1.091             |
| Укупно                                          | 7 учешћа          | 4. место          | 36                | 13                | 23                | 53                | 78                | -25               |

### Наступи уСветској лиги
| Година               | Турнир           | Пласман          | ИГ               | П                | ИЗ               | ДС               | ИС               | СК               |
| -------------------- | ---------------- | ---------------- | ---------------- | ---------------- | ---------------- | ---------------- | ---------------- | ---------------- |
| 1990. - 1998.        | Нису учествовали | Нису учествовали | Нису учествовали | Нису учествовали | Нису учествовали | Нису учествовали | Нису учествовали | Нису учествовали |
| Мар дел Плата 1999.  | Групна фаза      | 12. место        | 12               | 4                | 8                | 17               | 30               | -13              |
| Ротердам 2000.       | Нису учествовали | Нису учествовали | Нису учествовали | Нису учествовали | Нису учествовали | Нису учествовали | Нису учествовали | Нису учествовали |
| Катовице 2001.       | Групна фаза      | 13. место        | 12               | 1                | 11               | 5                | 34               | -29              |
| Бело Хоризонте 2002. | Групна фаза      | 13. место        | 12               | 3                | 9                | 15               | 32               | -17              |
| Мадрид 2003.         | Групна фаза      | 13. место        | 12               | 2                | 10               | 11               | 33               | -22              |
| Рим 2004.            | Групна фаза      | 12. место        | 12               | 3                | 9                | 12               | 32               | -20              |
| Београд 2005.        | Групна фаза      | 5. место         | 12               | 6                | 6                | 21               | 19               | +2               |
| Москва 2006.         | Групна фаза      | 13. место        | 12               | 1                | 11               | 11               | 35               | -24              |
| 2007 - 2010.         | Нису учествовали | Нису учествовали | Нису учествовали | Нису учествовали | Нису учествовали | Нису учествовали | Нису учествовали | Нису учествовали |
| Гдањск 2011.         | Групна фаза      | 14. место        | 12               | 3                | 9                | 16               | 32               | -16              |
| Софија 2012.         | Групна фаза      | 16. место        | 12               | 0                | 12               | 7                | 36               | -29              |
| Мар дел Плата 2013.  | Групна фаза      | 17. место        | 10               | 4                | 6                | 16               | 24               | -8               |
| Фиренца 2014.        | Групна фаза      | 13. место        | 12               | 6                | 6                | 24               | 23               | +1               |
| Рио де Жанеиро 2015. | Групна фаза      | 18. место        | 12               | 1                | 11               | 13               | 35               | -22              |
| Краков 2016.         | Групна фаза      | 14. место        | 11               | 3                | 8                | 16               | 27               | -14              |
| Куритиба 2017.       | Групна фаза      | 22. место        | 9                | 3                | 6                | 15               | 22               | -7               |
| Укупно               | 14/28            | '                | 162              | 40               | 122              | 199              | 414              | -215             |

### Наступи уЛиги нација
| Година       | Турнир                           | Пласман                                           | ИГ                               | П                                | ИЗ                               | ДС                               | ИС                               | СК                               |
| ------------ | -------------------------------- | ------------------------------------------------- | -------------------------------- | -------------------------------- | -------------------------------- | -------------------------------- | -------------------------------- | -------------------------------- |
| Лил 2018.    | Нису се квалификовали            | Нису се квалификовали                             | Нису се квалификовали            | Нису се квалификовали            | Нису се квалификовали            | Нису се квалификовали            | Нису се квалификовали            | Нису се квалификовали            |
| Чикаго 2019. | Групна фаза                      | 15. место (испали из такмичења за наредно издање) | 15                               | 2                                | 13                               | 12                               | 40                               | -28                              |
| Торино 2020. | Отказано збоф пандемије Ковид-19 | Отказано збоф пандемије Ковид-19                  | Отказано збоф пандемије Ковид-19 | Отказано збоф пандемије Ковид-19 | Отказано збоф пандемије Ковид-19 | Отказано збоф пандемије Ковид-19 | Отказано збоф пандемије Ковид-19 | Отказано збоф пандемије Ковид-19 |
| 2021 - данас | Нису се квалификовали            | Нису се квалификовали                             | Нису се квалификовали            | Нису се квалификовали            | Нису се квалификовали            | Нису се квалификовали            | Нису се квалификовали            | Нису се квалификовали            |
| Укупно       | 1 учешће                         | 15. место                                         | 15                               | 2                                | 13                               | 12                               | 40                               | -28                              |

### Наступи наСветским куповима
Нису се квалификовали до сада